# Secretaría de Estado de Trabajo

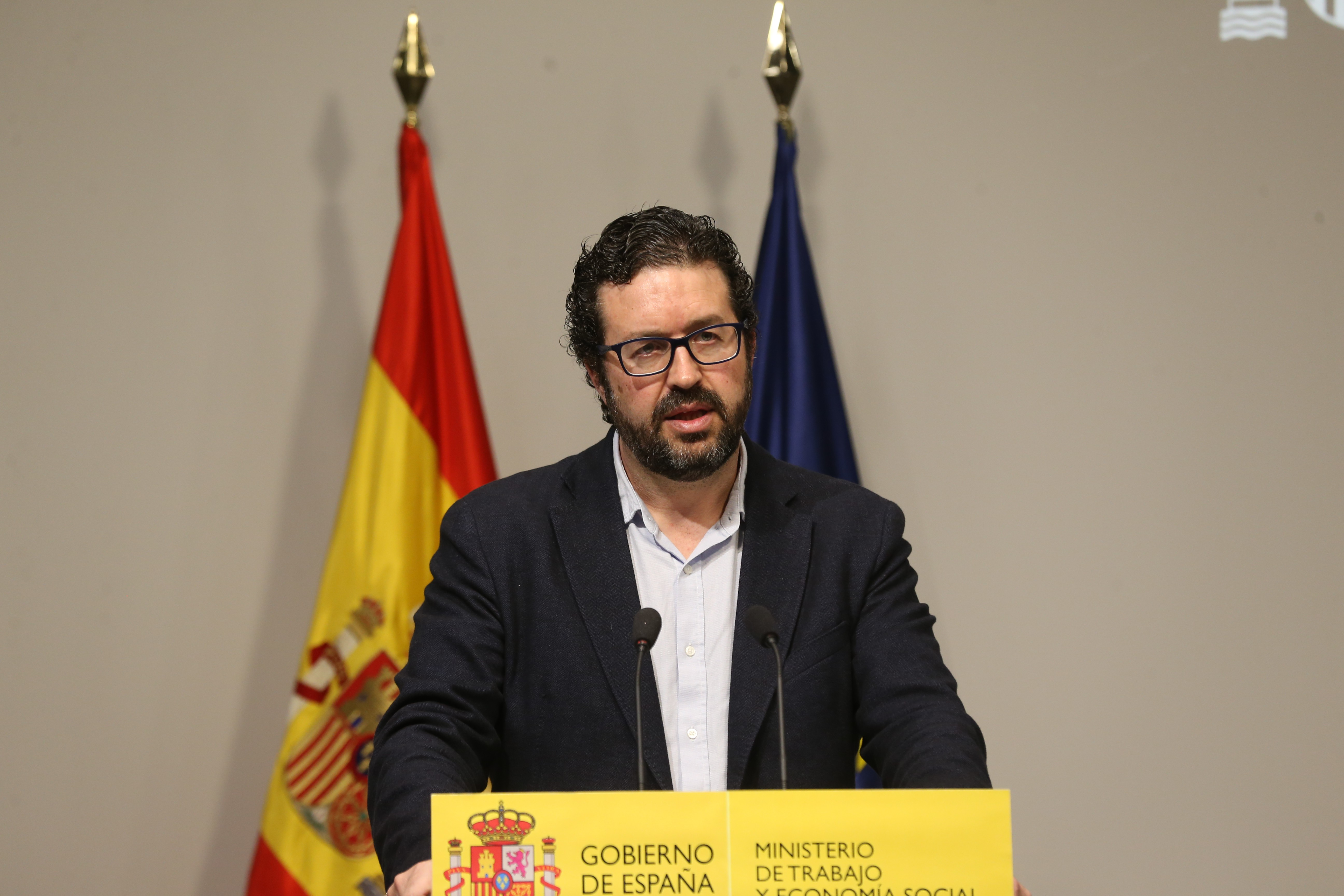
El secretario de Estado, Joaquín Pérez, presenta los datos de desempleo de abril de 2020.

La Secretaría de Estado de Trabajo de España es el órgano superior del Ministerio de Trabajo y Economía Social que, bajo la dirección del ministro, es responsable de desarrollar la política del Gobierno de la Nación en materia de trabajo, empleo, relaciones laborales y trabajo autónomo.

## Historia
La actual denominación de la Secretaría de Estado nace en la época del segundo Gobierno de José Luis Rodríguez Zapatero, sin embargo, esta secretaría existe desde 1981, cuando se creó con la denominación de Secretaría de Estado de Empleo y Relaciones Laborales.
Esta Secretaría de Estado asumía de forma provisional todos los órganos y competencias del extinto Ministerio de Trabajo y en concreto las funciones de la subsecretaría de Trabajo, estando integrada en el Ministerio de Trabajo, Sanidad y Seguridad Social. Ese mismo año, se separan Sanidad y Trabajo creándose el Ministerio de Trabajo y Seguridad Social y degradando las secretarías de Estado de ese ministerio a subsecretarías, asumiendo éstas las competencias de esta Secretaría de Estado, que quedaba suprimida.
Entre 1985 y 2010 se mantuvo con el rango de subsecretaría pero con la denominación de Secretaría General, hasta que a mitad del mandato de José Luis Rodríguez Zapatero, se elevó de nuevo este órgano al rango de Secretaría de Estado. El gobierno socialista diseñó una estructura para la Secretaría de Estado prácticamente idéntica a la actual, con la DGT y la Dirección General de la Economía Social, del Trabajo Autónomo y de la Responsabilidad Social de las Empresas, salvo que el gobierno conservador de Mariano Rajoy cambió la denominación de las direcciones generales, la de Trabajo llamándose Dirección General de Empleo y la de economía social que alteró el orden poniendo primero trabajo autónomo.
A día de hoy se mantiene esta estructura salvo que el gobierno de Pedro Sánchez a recuperado el término "Trabajo" en la principal dirección general. En 2020 se renombró como Secretaría de Estado de Empleo y Economía Social y se le añadió una Subdirección General de Estadística y Análisis Sociolaboral. Asimismo, se le adscribió la Inspección de Trabajo y Seguridad Social, que hasta entonces estaba integrada en la Subsecretaría. En 2022 se creó en su seno un Comisionado especial para la Economía Social para el impulso y coordinación de todos los proyectos relativos al PERTE “Economía Social y de los Cuidados”.
En noviembre de 2023, perdió competencias en materia de economía social, que pasaron a la nueva Secretaría de Estado de Economía Social. Asimismo, se renombró como Secretaría de Estado de Trabajo y se adscribieron dos nuevas direcciones generales: de Trabajo Autónomo y de Nuevas Formas de Empleo.

## Estructura
De acuerdo con el Real Decreto 502/2024, de 21 de mayo, de la Secretaría de Estado de Trabajo dependen los siguientes órganos:
- La Dirección General de Trabajo.
- La Dirección General de Trabajo Autónomo.
- La Dirección General de Nuevas Formas de Empleo.
- Un Gabinete, como órgano de apoyo y asistencia inmediata al titular de la Secretaría de Estado, con rango de subdirección general.
- La Unidad Administradora del Fondo Social Europeo, que asume las funciones que le son propias a un Estado miembro de la Unión Europea en relación con el Fondo Social Europeo (FSE), a la Iniciativa de Empleo Juvenil (IEJ), al Fondo Europeo de Adaptación a la Globalización (FEAG), al Fondo de Ayuda Europea a las personas más Desfavorecidas (FEAD) y demás normativa comunitaria aplicable a tales materias, con excepción de las funciones relativas a la programación y la evaluación
- La Subdirección General de Programación y Evaluación del Fondo Social Europeo, que asume las funciones de programación y evaluación sobre los fondos anteriormente mencionados.
- La Subdirección General de Estadística y Análisis Sociolaboral, que desarrolla las funciones estadísticas del Departamento así como las de análisis, estudio e informe sobre las políticas de su ámbito competencial.

### Organismos dependientes
De la Secretaría de Estado de Empleo dependen los siguientes organismos públicos:
- La Inspección de Trabajo y Seguridad Social.
- El Servicio Público de Empleo Estatal.
- El Fondo de Garantía Salarial.
- El Instituto Nacional de Seguridad y Salud en el Trabajo.
- El Consejo General del Sistema Nacional de Empleo.
- La Comisión Nacional de Seguridad y Salud en el Trabajo.
- El Consejo del Trabajo Autónomo.
- La Fundación del Servicio Interconfederal de Mediación y Arbitraje.
- La Fundación Estatal para la Formación en el Empleo.
- La Fundación Estatal para la Prevención de Riesgos Laborales.

## Presupuesto
La Secretaría de Estado de Empleo tiene un presupuesto asignado de 29 418 113 070 € para el año 2023. De acuerdo con los Presupuestos Generales del Estado para 2023, la SEE participa en veintiún programas:
| N.º Programa                                           | Programa | Dotación         | Ref.   |
| ------------------------------------------------------ | --- | ---------------- | ------ |
| 223A                                                   | Prestaciones de garantía salarial a través del Fondo de Garantía Salarial | 830 100 450 €    | [ 10 ] |
| 224A                                                   | Prestaciones económicas por cese de actividad a través del Servicio Público de Empleo Estatal | 6 136 490 €      | [ 11 ] |
| 22KB                                                   | Proyectos tractores de digitalización de la Administración General del Estado a través del Fondo de Garantía Salarial | 610 000 €        | [ 12 ] |
| 241A                                                   | Fomento de la inserción y estabilidad laboral a través del Servicio Público de Empleo Estatal | 4 121 186 730 €  | [ 13 ] |
| 241B                                                   | Formación Profesional para el Empleo a través del Servicio Público de Empleo Estatal | 2 126 560 710 €  | [ 14 ] |
| 241N                                                   | Desarrollo del trabajo autónomo, de la economía social y de la responsabilidad social de las empresas a través del Dirección General del Trabajo Autónomo, de la Economía Social y de la Responsabilidad Social de las Empresas | 16 650 640 €     | [ 15 ] |
| 24KB                                                   | Proyectos tractores de digitalización de la Administración General del Estado a través del Servicio Público de Empleo Estatal                                                                                                   | 21 460 000 €     | [ 16 ] |
| 24SC                                                   | Competencias digitales para el empleo a través del Servicio Público de Empleo Estatal | 54 000 000 €     | [ 17 ] |
| 24WA                                                   | Empleo joven a través del Servicio Público de Empleo Estatal | 155 000 000 €    | [ 18 ] |
| 24WB                                                   | Empleo Mujer y transversalidad de género en las políticas públicas de apoyo a la activación para el empleo a través del Servicio Público de Empleo Estatal                                                                      | 15 000 000 €     | [ 19 ] |
| 24WC                                                   | Adquisición de nuevas competencias para la transformación digital, verde y productiva a través del Servicio Público de Empleo Estatal                                                                                           | 143 000 000 €    | [ 20 ] |
| 24WD                                                   | Nuevos proyectos territoriales para el reequilibrio y la equidad a través del Servicio Público de Empleo Estatal | 85 000 000 €     | [ 21 ] |
| 24WE                                                   | Gobernanza e impulso a las políticas de apoyo a la activación para el empleo a través del Servicio Público de Empleo Estatal | 35 000 000 €     | [ 22 ] |
| 251M                                                   | Prestaciones a los desempleados a través del Servicio Público de Empleo Estatal | 21 278 019 880 € | [ 23 ] |
| 281M                                                   | Dirección y Servicios Generales de Seguridad Social y Protección Social | 4 395 680 €      | [ 24 ] |
| 291A                                                   | Inspección y control de Seguridad y Protección Social a través de la Inspección de Trabajo y Seguridad Social | 203 152 630 €    | [ 25 ] |
| 29KB                                                   | 2 Proyectos tractores de digitalización de la Administración General del Estado a través de la Inspección de Trabajo y Seguridad Social                                                                                         | 3 200 000 €      | [ 26 ] |
| 494M                                                   | Administración de las relaciones laborales y condiciones de trabajo | 13 065 850 €     | [ 27 ] |
| 494M                                                   | Administración de las relaciones laborales y condiciones de trabajo a través del Instituto Nacional de Seguridad y Salud en el Trabajo                                                                                          | 67 754 660 €     | [ 27 ] |
| 49KB                                                   | Proyectos tractores de digitalización de la Administración General del Estado a través del Instituto Nacional de Seguridad y Salud en el Trabajo                                                                                | 92 080 €         | [ 28 ] |
| 49RC                                                   | Aumento de capacidades de respuesta ante crisis sanitarias a través del Instituto Nacional de Seguridad y Salud en el Trabajo                                                                                                   | 1 470 060 €      | [ 29 ] |
| 000X                                                   | Transferencias internas a través del Servicio Público de Empleo Estatal | 237 203 980 €    | [ 30 ] |
| 000X                                                   | Transferencias internas a través del Fondo de Garantía Salarial | 53 230 €         | [ 30 ] |
| Total presupuesto de la Secretaría de Estado de Empleo | Total presupuesto de la Secretaría de Estado de Empleo | 29 418 113 070 € |        |

## Lista de Secretarios de Estado
Desde la creación de la actual denominación de la Secretaría de Estado, ha habido los siguientes Secretarios de Estado:
- Manuel Núñez Pérez (marzo-diciembre 1981)[31]
- María Luz Rodríguez Fernández (2010-2011)
- Engracia Hidalgo Tena (2011-2015)
- Juan Pablo Riesgo Figuerola-Ferretti (2015-2018 )
- Yolanda Valdeolivas (2018-2020)[32]
- Joaquín Pérez Rey (2020-presente)[33]